# Omar Jesús Castillo
Omar Jesús Castillo (Cosquín, 31 de agosto de 1954 - mar Argentino, 30 de mayo de 1982) fue un aviador de la Fuerza Aérea Argentina que murió en combate en la Guerra de las Malvinas. Formó parte del Grupo 4 de Caza y el 30 de mayo de 1982 participó del Ataque al portaaviones HMS Invincible. A raíz de esta acción fue merecedor a la más alta condecoración militar otorgada por la República Argentina, la Cruz al Heroico Valor en Combate y declarado «Héroe Nacional».

## Carrera en la Fuerza Aérea
En 1972 con dieciocho años de edad ingresó a la Escuela de Aviación Militar de la ciudad de Córdoba, recibiéndose en 1975 con el grado de alférez. En 1977 realizó el curso de Aviador Militar.

## Guerra de Malvinas
El 30 de mayo de 1982 despegó de Río Grande, a las 12:30 una fuerza conjunta aeronaval, compuesta por dos Super Étendard (3-A-202 y 3-A-205), con indicativo «Ala», comandados por el capitán de corbeta Alejandro Francisco —portaba el último Exocet AM-39 que poseían las fuerzas argentinas— y el teniente de navío Luis Collavino —en apoyo de radar— y cuatro A-4C Skyhawk armados con tres bombas retardadas por paracaídas (BRP) de doscientos cincuenta kilogramos cada una, Grupo 4 de Caza con indicativo «Zonda», comandados por los primeros tenientes, José Daniel Vázquez y Ernesto Ureta, Castillo y el alférez Gerardo Guillermo Isaac. Una vez disparado el Exocet —este habría impactado en la base de la torre de mando—, los cuatro A-4C —Ureta e Isaac a la derecha y Castillo y Vázquez a la izquierda—, se lanzaron convergiendo casi en línea, sobre la estela del misil, vieron fue una columna de humo, en el horizonte. Cerca del blanco, un misil —posiblemente un Sea Dart— impactó en el avión de Vázquez, la aeronave se partió en dos y se estrelló en el mar. Cinco segundos antes del lanzamiento de bombas, la artillería del buque impactó en Castillo, cuyo avión explotó. Según la versión argentina, su motor cayó sobre la cubierta y resbaló hasta el hueco del ascensor de aviones, por donde entró e incendió su interior. Los dos aviones restantes estaban alcanzaron también el objetivo, que ya se cubría de humo. Ambos lanzaron sus bombas sobre la cubierta. Con posterioridad al ataque, Ureta e Isaac se reabastecieron en vuelo y se dirigieron a la Base Aérea Militar Río Grande. La operación duró cuatro horas.

## Homenajes
La municipalidad de la ciudad de Cosquín inauguró en el corazón de la ciudad un espacio verde de recreación, que fue bautizada con el nombre de «plaza Héroes de Malvinas». En ella se emplazó además un busto que recuerda al capitán Omar Castillo. También se le puso su nombre a la avenida Costanera y al cuartel de bomberos voluntarios de la ciudad.